# Glutamminil-peptide ciclotransferasi
La glutamminil-peptide ciclotransferasi è un enzima appartenente alla classe delle transferasi, che catalizza la seguente reazione:
L-glutamminil-peptide ⇄ 5-ossoprolil-peptide + NH3
L'enzima è coinvolto nella formazione dell'ormone che rilascia la tirotropina e di altri peptidi biologicamente attivi che contengono residui di piroglutammato all'N-terminale. L'enzima della papaia agisce anche sul glutamminil-tRNA.